# Фокер D.IX
Фокер D.IX је једноседи двокрилни холандски ловачки авион који је производила фирма Фокер. Први лет авиона је извршен 1921. године. 

## Пројектовање и развој
Фабрика Фокер је 1921. године направила прототип ловачког авиона, који је био побољшана верзија ловца D.VII изграђеног током Првог светског рата а показао се као веома успешан. Нови авион се од оригинала разликовао у томе што му је уграђен јачи мотор V распореда цилиндара, Hispano-Suiza 8Fb снаге  KS(220kW), и измењен  му је реп. Поред тога постављен му је додатни резервоар на осовину стајног трапа.

## Технички опис
Труп му је правоугаоног попречног пресека, бокови трупа и под су равни а поклопац трупа закривљен. Носећа конструкција трупа је направљена од заварених челичних цеви високе чврстоће. Дијагонале за учвршћење рамова су од челичних цеви у пределу испред кокпита а иза према репу су жичане. Прамац трупа у пределу мотора до кабине пилота је обложен алуминијумским лимом. Шперплочом је обложена пилотска кабина и горња страна трупа све до репа авиона.  Изван лимене облоге, цео труп је обложен импрегнираним платном, укључујући и делове трупа обложене шперплочом. Пилот је седео у отвореном кокпиту. Прегледност из пилотске кабине је била добра јер се хладњак налазио испред мотора. Два митраљеза су била у хаптичком пољу пилота тако да је могао интервенисати кад дође до њиховог застоја у раду.
Погонска група: Авион је био опремљен 8-мо цилиндричним течношћу хлађеним линијским мотором V распореда цилиндара, Hispano-Suiza 8Fb снаге  KS(220kW).  На вратилу мотора је била причвршћена од слојевито лепљеног дрвета двокрака вучна елиса, непроменљивог корака. Хладњак за расхладну течност се налази испред мотора а иза елисе. Резервоар за гориво се налази у трупу авиона иза мотора. Ту је био смештен и резервоар за уље.
Авион Фокер  је двокрилац. Горње крило му је једноделно правоугаоног облика и средње дебљине. Конструкција крила је дрвена са две рамењаче. Предња рамењача са нападном ивицом крила чини торзиону кутију. Крила су пресвучена импрегнираним платном. На средини је крило најдебље а према крајевима та дебљина се смањује. Горње крило је балдахином повезано са трупом авиона. Предња рамењача се са шест подупирача ослања на труп (по три са сваке стране трупа) а задња рамењача се са два подупирача ослања на труп (по један са сваке стране). На крајевима, крила су међусобно повезана упорницама у облику латиничног слава N. Подупирачи и упорнице су направљени од челичних цеви. Крила између себе немају затезаче од челичних жица које у лету стварају велики аеродинамички отпор. Елерони се налазе само на горњем крилу и заузимају више од 1/3 размаха крила. Конструкција је цевасти челични оквир и челичне цеви као ребра, облога је од платна. Управљање елеронима је помоћу сајли за управљање. Доње крило је исте конструкције као и горње, али има мањи размах и ширину. Доња крила су конзолно везана за труп авиона. Горње крило је било померено ка кљуну авиона у односу на доње. Спојеви предње ивице са бочним ивица крила су полукружно изведени.
Стајни орган је био класичан, направљен као челична конструкција од заварених танкозидих цеви са фиксном осовином. Tочкови су били димензија Ø 690 mm x 83 mm. У циљу смањења аеродинмичког отпора точкови су направљени од лима без отвора на њима а осовина је обложена маском која има профил крила. Амортизација је била помоћу гумених каишева а на репном делу се налазила еластична дрвена дрљача.

## Наоружање
Авион је био наоружан са два синхронизована митраљеза који су се налазила испред пилота на горњој страни трупа и пуцала су кроз обртно поље елисе. Митраљези су се налазили у хаптичком пољу пилота тако да је могао да интервенише у случају застоја у паљби, што у то време није био редак случај.
| Наоружање авиона: Фокер        |     |
| Ватрено (стрељачко) наоружање  |     |
| Топ                            |     |
| Митраљез                       |     |
| Број и ознака митраљеза        | 2   |
| Калибар                        | 7,7 |
| Бомбардерско наоружање (бомбе) |     |
| Ракетно наоружање (ракете)     |     |

## Табела техничких података за авионе Фокер D.VII и D.IX
| Тип авиона Фокер  |                 |           |
| ----------------- | --------------- | --------- |
| Намена            | ловац           | ловац     |
| Година            | 1918.           | 1921.     |
| Посада            | 1               | 1         |
| Број крила        | 2               | 2         |
| Дужина            | 6,95 m          | 7,09 m    |
| Размах            | 8,90 m          | 8,99 m    |
| Висина            | 2,75 m          | 2,74m     |
| Површина крила    | 20,50 m²        | 22,10 m²  |
| Маса празног      | 735 kg          | 874 kg    |
| Маса полетна      | 880 kg          | 1.253 kg  |
| Број мотора       | 1               | 1         |
| Мотор             |                 |           |
| Снага             | 160 KS (120 kW) | 300 (220) |
| Max. брзина       | 200 km/h        | 223 km/h  |
| Плафон            | 7.000 m         | 6.500 m   |
| Долет             | 220 km          | 471 km    |
| Брзина пењања     | 344* m/min      | 314 m/min |
| Наоружање митраљ. | 2 x 7,92mm      | 2 x 7,7mm |

*са мотором BMW III, брзина пењања је 416 m/min

## Верзије
Није постојало верзија овог авиона с обзиром да је направљен само један примерак. Међутим, овај авион има две ознаке:
- - оригинална Фокерова фабричка ознака и
- - ознака коју је доделио купац USAAC (тадашњи назив Америчког ратног ваздухопловства).

## Оперативно коришћење
Фокер је авион D.IX продао 1922. године Американцима (USAAC) који су већ неколико година користили Фокеровe авионe D.VII заробљенe у Првом светском рату (142 комада) па су хтели да испробају фактички модернизовану варијанту овог авиона. У D.VII уместо оригиналног мотора, уграђен је Wright M-2 (Рајт М-2) снаге 320 KS (238 kW) и назвали су га PW-6. Такође су поставили наоружање, два фиксна митраљеза калибра 7,7 mm на горњем поклопцу мотора, који су пуцали кроз обртно поље елисе. Овом модификацијом је знатно повећана максимална брзина и брзина пењања, међутим, то није било довољно да се одлуче за његову набавку. Констатовано је да пројект новог авиона сем јачег мотора није довољно напредовао у односу на D.VII да би оправдао даљи развој.

## Земље које су користиле авион
- САД